# Амран-Мин, Даниэль Джамиля
Даниэль Мин (13 августа 1939, Нейи-сюр-Сен — февраль 2017) — одна из немногих европейских женщин, осуждённых за помощь Фронту национального освобождения во время войны за независимость Алжира. 
Её мать Жаклин Неттер-Мин-Геррудж и её отчим Абделькадер Геррудж были приговорены к смерти как сообщники Фернана Ивтона, единственного европейца, казнённого на гильотине за участие в алжирском восстании. Её мать так и не была казнена, отчасти из-за общественной кампании в её защиту, проведённой Симоной де Бовуар. Её отчим также был освобождён.
Даниэль Мин присоединилась к борьбе за независимость Алжира, когда ей было 17 лет, уйдя в подполье под псевдонимом Джамиля. Мин имела статус женщины-участницы Алжирской войны, известный как фидаят. Она «заложила как минимум две бомбы во время битвы за Алжир и присоединилась к подполью вилайета 3 в 1957 году». Историк Алистер Хорн так описал одну из миссий Минн:
Целями был Otomatic, популярный студенческий бар на улице Мишеле; кафетерий напротив (во второй раз) и Coq-Hardi, популярный ресторан… заложенная в женском туалете в Otomatic, бомба Даниэль Мин серьёзно ранила молодую девушку и некоторых других людей».
В декабре 1956 года Мин была арестована и отправлена под стражу. 4 декабря 1957 года она была приговорена судом по делам несовершеннолетних к семи годам лишения свободы.
Выйдя на свободу после обретения Алжиром независимости в 1962 году, она написала докторскую диссертацию об участии алжирских женщин в войне, основываясь на интервью с 88 женщинами, сделанными в период с 1978 по 1986 год. Позднее она была опубликована в Париже в виде книги Des femmes dans la guerre d’Algérie («Женщины в Алжирской войне»). Она же легла в основу фильма Парминдера Вира «Алжир: женщины на войне».
Даниэль Мин изменила своё имя и фамилию на Джамилю Амран, выйдя замуж в 1964 году. Впоследствии она работала в Алжирском университете, а в 1999 году стала профессором истории и феминистских исследований в Тулузском университете.